# Mazirat
Mazirat – miejscowość i gmina we Francji, w regionie Owernia-Rodan-Alpy, w departamencie Allier.

## Demografia
Według danych na rok 1990 gminę zamieszkiwało 301 osób, a gęstość zaludnienia wynosiła 15 osób/km². W styczniu 2015 r. Mazirat zamieszkiwało 291 osób, przy gęstości zaludnienia wynoszącej 14,5 osób/km².